# Nudo de Paramillo
Nudo de Paramillo (spanisch Paramillo-Knoten) ist eine kolumbianische Bergregion der Anden im Departamento Córdoba an der Grenze zu Antioquia.

## Geographie
Im Nudo de Paramillo teilen sich die Anden in drei Ausläufer, die Córdoba von Süden nach Norden durchlaufen. Der Río Sinú und der Río San Jorge haben hier ihr Quellgebiet. Die Flüsse San Jorge, Sucio, San Pedro und Uré bilden die hydrografische Region Alto San Jorge.

## Parque Nacional Natural Paramillo
Der Nationalpark Paramillo erstreckt sich auf einer Fläche von 504.000 Hektar. Hier finden sich verschiedenste Ökosysteme, wie aus tropischem Regenwald, Auen, Feuchtgebiete und vor allem die südamerikanische Hochlandsteppe Páramo. Der Park ist das zehntgrößte Schutzgebiet des Landes, macht 4 % der Fläche des Staatsgebiets aus und hat aufgrund des Einflusses der Ökoregionen der Karibik, der Anden und des Pazifiks eine geostrategische Bedeutung. Seine privilegierte Lage begünstigt die ökologische Konnektivität und die Erhaltung verschiedener Ökosysteme, die zur biologischen Vielfalt sowie zu lokalen, regionalen und nationalen Ökosystemleistungen beitragen.

## Coca-Anbau
Im Nudo de Paramillo befinden sich Anbaugebiete für den Cocastrauch, das Ausgangsprodukt von Kokain. Der Anbau wurde noch 2011 von den FARC kontrolliert. Die Ernte wird üblicherweise vor Ort zu Kokapaste weiterverarbeitet.

## Belege
1. 1 2 3 4  Werner Marti: Im Griff der neuen bewaffneten Banden in Kolumbien. In: Neue Zürcher Zeitung. 29. September 2011, abgerufen am 29. September 2011.
2. ↑  Parque Nacional Natural Paramillo | Parques Nacionales Naturales de Colombia. Abgerufen am 27. September 2020 (europäisches Spanisch).